# Дружба (сорт грозде)
Вижте пояснителната страница за други значения на Дружба.
„Дружба“ е бял хибриден винен сорт грозде.
Получен от българо-съветски колектив в резултат на съвместна работа на Института по лозарство и винарство в Плевен и Всеруския НИИХ в Новочеркаск, чрез сложна междувидова хибридизация („Мискет хамбургски“ х „Сейв Вилар 12 375“) х („Заря Севера“ х „Мискет хамбургски“). Селекционният процес е започнал през 1963 г. Утвърден е като нов и оригинален сорт със заповед 145 от 24 януари 1983 г. на Националния аграрно-промишлен съюз и е засаден върху малки площи в района на Плевен. Застъпен е на малки площи в Плевенска и Русенска област.
Лозите са средно до силнорастящи. Предпочита смесена резитба. Поради повишената му устойчивост на ниски зимни температури сортът е много подходящ за стъблено отглеждане. Сортът Дружба не е склонен към изресяване и милерандаж. Лозите са практически устойчиви на мана, но са чувствителни към оидиум. Гроздето е практически устойчиво на сиво гниене. Гроздето узрява в края на август. Сортът се отличава с висока родовитост и добивност. Добивът от лоза е 4,697 кг, а от декар – 1408 кг.
Гроздът е средноголям (232 г.), цилиндричноконичен със силно развито крило, полусбит до рехав. Зърното е средноедро (4.01 г.), овално, жълто-зелено до кехлибареножълто, със силен восъчен налеп, често със загар. Кожицата е тьнка и здрава, консистенцията е сочна, а вкусът – хармоничен с приятен мискетов аромат. Натрупва захари до 21 %, а киселините са 6.5 г/л.
Гроздето на сорта Дружба е подходящо за консумация в прясно състояние и за преработка, за приготвяне на безалкохолни напитки и на доброкачествени трапезни и десертни вина. Сортовите вина са със сламенобял цвят, леки, пивки, с хармоничен мек вкус и нежен мискетов аромат.